# Szkoła Podoficerska Wojsk Lądowych w Toruniu
Szkoła Podoficerska Wojsk Lądowych im. gen. bryg. Romana Odzierzyńskiego – była szkoła wojskowa w Toruniu, kształcąca podoficerów na potrzeby Wojsk Lądowych Rzeczypospolitej Polskiej.

## Formowanie
Szkoła została utworzona na bazie Podoficerskiej Szkoły Zawodowej Wojsk Rakietowych i Artylerii w Toruniu na podstawie rozporządzenia ministra Obrony Narodowej z 8 marca 2004. Podporządkowano ją dowódcy Wojsk Lądowych. Patronem szkoły był gen. bryg. Roman Odzierzyński, a jej święto obchodzono w dniu 3 lutego.
Szkoła zakończyła swoją działalność 31 grudnia 2010 w myśl nieobowiazującego już rozporządzenia Ministra Obrony Narodowej z 6 sierpnia 2010 w sprawie szkół podoficerskich.

## Profil kształcenia
Szkoła przygotowywała podoficerów dla wojsk rakietowych i artylerii w specjalnościach:
- artyleria: naziemna lufowa, rakietowa;
- logistyki: materiałowa, transportu i ruchu wojsk, techniczna.

## Dowódcy
- st. chor. sztab. Bartłomiej Augustyniak (1.07.2004 – ?.2010)
- st. chor. sztab. Roman Piórkowski (?.2010 – 31.12.2010)